# 증거개시
|                                                                  |
| 형사소송법                                                       |
| 이념과 구조                                                      |
| 무죄 추정의 원칙 · 자백배제법칙 · 전문법칙                       |
| 증거보전청구권 · 형사보상청구권 · 독수독과이론                   |
| 실체적 진실주의 · 적정절차 · 신속한 재판의 원칙                  |
| 진술거부권 · 접견교통권 · 증거개시제도                           |
| 열람등사권 · 위법수집증거배제법칙                                |
| 법원                                                             |
| 제척 · 기피 · 회피 관할 · 이송 · 법관                            |
| 피고인과 변호인                                                  |
| 피고인 ·변호인 · 성명모용자 · 공동피고인 국선변호인 · 법정대리인 |
| 검사                                                             |
| 기소독점주의 · 검사 동일체의 원칙                                |
| 수사                                                             |
| 함정수사 · 불심검문 · 임의동행 · 동행요구 · 사법경찰관           |
| 구속                                                             |
| 구속영장 · 체포영장                                              |
| 증거법                                                           |
| 정황증거 · 전문증거 · 진술조서 · 진술서 · 실황조사서 · 검증조서  |
| 진술 · 증인                                                      |
| 재판                                                             |
| 공소장 · 공소장일본주의                                          |
| 고소 · 고발 · 고소불가분의 원칙 · 자수                           |
| 상소                                                             |
| 항소, 상고 & 비상상고                                            |
| 다른 7법 영역                                                    |
| 헌법 · 민법 · 형법                                               |
| 민사소송법 · 형사소송법 · 행정법                                 |
| 포털: 법 · 법철학 · 형사정책                                     |
| v • d • e • h                                                    |

증거개시(證據開示)란 한국 형사소송법상 허용되는 제도로 피고인 또는 변호인이 검사에게 공소제기된 사건에 관한 서류 또는 물건의 목록과 공소사실의 인정 또는 양형에 영향을 미칠 수 있는 다음 서류등의 열람 등사 또는 서면의 교부를 신청할 수 있는 제도를 말한다.(형사소송법 제266조의3) 원래 영미법의 디스커버리 (법) 제도에서 기원한 것으로 한국 민사소송에 있어서는 증거개시제도가 도입되어 있지 않은 반면에, 형사소송에 있어서는 증거개시제도가 2007년도 형사소송법 개정을 통해 도입이 되었다.
형사소송법은 피고인 또는 변호인이 공소제기된 사건과 관련된 서류나 물건을 열람·등사할 수 있도록 공소제기 후 증거 조사기일 전에 검사가 보관하는 서류나 물건에 대한 증거개시제도를 규정하면서 피고인 측에도 증거개시의무를 일정한 경우 부과하였다.

## 검사의 증거개시의 대상이 되는 서류
피고인 또는 변호인이 행한 법률상·사실상 주장과 관련된 서류 등이 포함된다.

## 피고인에게 불리한 증거를 개시하지 않는 경우
현행법은 제2항의 법원의 증거개시결정에 반하여 검사가 증거를 개시하지 않은 경우에는 해당증인과 증거의 제출을 금지하도록 규정하고 있다(제266조의4 제5항).
피고인 또는 변호인은 검사가 서류 등의 열람·등사 또는 서면의 교부를 거부하거나 그 범위를 제한한 때에는 법원에 그 서류 등의 열람·등사 또는 서면의 교부를 허용하도록 할 것을 신청할 수 있다.

## 피고인에게 유리한 증거를 개시하지 않은 경우
검사의 당사자로서의 지위를 강조하면 검사에게 증거제출 의무를 인정하기 곤란하다. 그러나 검사는 준사법기관으로서 객관의무를 지니므로 피고인에게 유리한 증거도 제출할 의무를 부담한다. 따라서 법원의 증거개시결정에도 불구하고 피고인에게 유리한 증거를 개시하지 않은 검사의 조치는 위법하다.

## 검사의 증거개시요구
현행법상 검사의 증거개시요구는 피고인 또는 변호인이 공판기일 또는 공판준비절차에서 현장부재나 심신상실 또는 심신미약 등 법률상 사실상 주장을 한 경우에 한하여 인정된다(제266조11 제1항). 본조의 법률상 사실상 주장이라는 표현의 의미에 대하여는 견해가 나뉜다.

## 불복절차
피고인 또는 변호인은 검사가 서류 등의 열람 등사 또는 서면의 교부를 거부하거나 그 범위를 제한한 때에는 법원에 그 서류등의 열람 등사 또는 서면의 교부를 허용하도록 할 것을 신청할 수 있다.(제266조의4 제1항). 법원은 이에 대하여 열람 등사 여부에 관한 결정 혹은 조건부 열람 등사결정을 하게 된다.

## 판례
- 수사기록에 대한 열람등사권도 기본권제한의 일반적 법률유보조항인 국가안전보장, 질서유지 또는 공공복리를 위하여 제한할 수 있다[1]
- 열람등사청구는 수사기록을 보관하고 있는 검사에게 직접하여야 한다[2]
- 공소제기 후 검사가 보관하고 있는 서류 등의 열람, 등사의 경우에 인정하고 있다[3]
- 준항고가 허용되지 아니하고, 행정심판법이나 행정소송법상의 행정쟁송이 허용된다 하더라도 이는 청구인으로 하여금 불필요한 우회절차를 강요하는 것이 된다 할 것이여서 헌법소원 보충성의 예외이다[4]
- 검사가 약 9개월 동안 법원의 결정에 반하여 이 사건 수사서류의 열람, 등사를 거부한 것에 대해 국가배상법 제2조 제1항에서 규정하는 과실이 인정된다[5]
- 형사소송법 제55조 제1항이 피고인에게 공판조서의 열람 또는 등사청구권을 부여한 이유는 공판조서의 열람 또는 등사를 통하여 피고인으로 하여금 진술자의 진술내용과 그 기재된 조서의 기재 내용의 일치 여부를 확인할 수 있도록 기회를 줌으로써 그 조서의 정확성을 담보함과 아울러 피고인의 방어권을 충실하게 보장하려는 데 있으므로 ( 대법원 2003. 10. 10. 선고 2003도3282 판결 참조), 비록 피고인이 차회 공판기일 전 등 원하는 시기에 공판조서를 열람·등사하지 못하였다 하더라도 그 변론종결 이전에 이를 열람·등사한 경우에는 그 열람·등사가 늦어짐으로 인하여 피고인의 방어권 행사에 지장이 있었다는 등의 특별한 사정이 없는 한 형사소송법 제55조 제1항 소정의 피고인의 공판조서의 열람·등사청구권이 침해되었다고 볼 수 없어, 그 공판조서를 유죄의 증거로 할 수 있다고 보아야 한다.[6]

## 검사의 수사서류 열람·등사 거부 사건
검사의 수사서류 열람·등사 거부 사건은 대한민국 헌법재판소 유명 판례이다.

## 수사서류의 열람 등사와 관련 있는 기본권

### 신속 공정한 재판을 받을 권리
검사가 보관하는 수사서률에 대한 변호인의 열람 등사는 실질적인 당사자 대등을 확보하고, 피고인의 신속 공정한 재판을 받을 권리를 실현하기 위하여 필요불가결하다 할 것이다.

### 변호인의 조력을 받을 권리
변호인의 조력을 받을 권리에는 피고인이 변호인을 통하여 수사서류를 포함한 소송관계 서류를 열람, 등사하고 이에 대한 검토 결과를 토대로 공격과 방어의 준비를 할 수 있는 권리도 포함된다고 보아야 한다.
변호인의 수사서류 열람, 등사권은 피고인의 신속, 공정한 재판을 받을 권리는 헌법이 보장하고 있는 기본권이고, 변호인의 수사서류 열람, 등사권은 피고인의 신속, 공정한 재판을 받을 권리 및 변호인의 조력을 받을 권리라는 헌법상 기본권의 중요한 내용이자 구성요소이며 이를 실현하는 구체적인 수단이 된다.

### 열람 등사 허용 결정 후의 검사의 거부행위와 기본권의 침해
법원의 열람, 등사 허용 결정에도 불구하고 검사가 이를 신속하게 이행하지 아니하는 경우에는 해당 증인 및 서류 등을 증거로 신청할 수 없는 불이익을 받는 것에 그치는 것이 아니라, 그러한 검사의 거부행위는 피고인의 열람 등사권을 침해하고, 나아가 피고인의 신속 공정한 재판을 받을 권리 및 변호인의 조력을 받을 권리까지 침해하게 되는 것이다.

## 참고 문헌
- 헌법재판소 판례 2010.6.24. 2009헌마257[위헌확인]

## 같이 보기
- 디스커버리 (법)
- 대한민국 형사소송법 제35조
- 대한민국 형사소송법 제266조의3
- 대한민국 형사소송법 제266조의4